# Aristolochia krausei
Aristolochia krausei är en piprankeväxtart som beskrevs av Peter Hadland Davis. Aristolochia krausei ingår i släktet piprankor, och familjen piprankeväxter. Inga underarter finns listade i Catalogue of Life.